# Žolčnik
Žolčnik ali žolčni mehur (strokovno vesica biliaris ali vesica fellea) je votli organ hruškaste oblike, v katerem se pri vretenčarjih skladišči v jetrih nastajajoč žolč. Žolč je v črevesju pomemben za prebavo maščob. Leži na spodnji strani jeter.
Najpogostejše bolezenske spremembe pri žolčniku povzročajo žolčni kamni.

## Anatomija
Žolčnik pri človeku meri okoli 8 cm v dolžino s premerom 4 cm in je temnozelene barve. Barvo mu daje vsebina, torej žolč in ne tkivo samo. Anatomsko ločimo svod (fundus), telo (corpus) in vrat (infundibulum), ki se zoži v žolčnikov vod (ductus cysticus). Ta se skupaj s skupnim jetrnim vodom (ductus hepaticus communis) združi v skupni žolčevod (ductus choledochus ali ductus billiaris). Le-ta se pred izlivom v dvanajstnik združi še z izvodilom trebušne slinavke oz. s pankreasovim vodom (ductus pancreaticus). Žolčevod in pankreasni vod se v dvanajstnik navadno izlivata s skupnim izvodilom (ductus hepatopancreaticus) v veliki dvanajstnikovi papili (papilla duodeni major), v manjhnem številu primerov pa ločeno. Zgornja površina žolčnika je zraščena z jetri z vezivom, prosto površino pa pokriva potrebušnica oz. peritonej.
Notranja površina je obdana z močno nagubano sluznico z enoskladnim visokoprizmatskim epitelijem, v kateri ločimo dve vrsti celic: svetle celice in krtačaste celice. Pod epitelijem je lamina propria iz elastičnih in kolagenskih vlaken ter vezivnih celic, v vratne delu žolčnika pa se nahajajo tudi mukozne žleze. Po lamini proprii sledi mišična plast iz gladke mišičnine.
Prostornina žolčnika je 50–80 ml, na katero vplivata starost in telesna površina.

## Histofiziologija
V žolčniku se shranjuje žolč in se koncentrira. Po žolčevodu se iz žolčnika žolč iztisne v prebavno cev, ko v dvanajstnik vstopi hrana, ki vsebuje maščobe. Takšna hrana sproži v dvanajstniku izločanje holecistokinina iz I celic, holecistokinin pa spodbudi krčenje žolčnika in s tem izpraznitev žolča v dvanajstnik. Žolč v dvanajstniku emulgira maščobe v majhne kapljice. Tako se poveča površina, kjer lahko delujejo lipaze iz soka trebušne slinavke.
Polnitev žolčnika po jedi uravnavajo peptidni hormoni, tj. vazoaktivni intestinalni peptid (VIP), motilin in pankreatični polipeptid, ki se sprostijo iz sluznice dvanajstnika, ko vanj stopijo žolčne kisline in encimi trebušne slinavke.

## Bolezenska stanja
Najpogostejše bolezenske spremembe povzročajo žolčni kamni, ki jih po sestavi delimo v mešane, holesterolne in pigmentne. Najpogostejši so mešani kamni, ki so različnih oblik, redko imajo premer večji od 2 mm in so sestavljeni večinoma iz holesterola (70 %), kalcijevih soli in pigmentov. Holesterolni kamni so rumene barve in velikosti od 1–4 cm. Pigmentni kamni, ki so sestavljeni iz kalcijevih soli in nekonjugiranega bilirubina, nastajajo pri bolnikih z okvarami oz. boleznimi jeter ter so črne barve in velikosti od 0,1–1 cm.